# Willisburg
Willisburg is een plaats (city) in de Amerikaanse staat Kentucky, en valt bestuurlijk gezien onder Washington County.

## Demografie
Bij de volkstelling in 2000 werd het aantal inwoners vastgesteld op 304.
In 2006 is het aantal inwoners door het United States Census Bureau geschat op 365, een stijging van 61 (20,1%).

## Geografie
Volgens het United States Census Bureau beslaat de plaats een oppervlakte van
1,4 km², geheel bestaande uit land.

## Plaatsen in de nabije omgeving
De onderstaande figuur toont nabijgelegen plaatsen in een straal van 28 km rond Willisburg.